# Noel Rhys
Noel Raymond Rhys (ur. 23 lutego 1888 w Londynie, zm. 12 czerwca 1971 w Burwood) – brytyjski zapaśnik walczący w obu stylach. Trzykrotny olimpijczyk. Odpadł w drugiej rundzie w Sztokholmie 1912; dziewiąty w Antwerpii 1920 i szósty w Paryżu 1924. Walczył w kategorii 87–90 kg.
Czterokrotny mistrz kraju w: 1922, 1923 (90 kg); 1912 i 1920 (open).
- Turniej w Sztokholmie 1912 – styl klasyczny

Przegrał z Theodorem Tirkkonenem z Finlandii, a także walkowerem z Aloisem Totuschekiem z Austrii
- Turniej w Antwerpii 1920 – styl  wolny

Przegrał z Emilem Westerlundem z Finlandii
- Turniej w Paryżu 1924 – styl  wolny

Wygrał z Harrym Nilssonem ze Szwecji a przegrał z Belgiem Pierre Ollivierem i Szwajcarem Fritzem Hagmannem.